# Mary Wickes
Mary Wickes, nome d'arte di Mary Isabelle Wickenhauser (Saint Louis, 13 giugno 1910 – Los Angeles, 22 ottobre 1995), è stata un'attrice statunitense.

## Biografia
Interprete di ruoli da caratterista, è stata attiva in campo cinematografico e teatrale, in special modo nel genere musical.
Morì nel 1995 a 85 anni a causa di un'anemia.

## Filmografia parziale

### Cinema
- Watch the Birdie, regia di Lloyd French (1935)
- Too Much Johnson, regia di Orson Welles (1938)
- Il signore resta a pranzo (The Man Who Came to Dinner), regia di William Keighley (1942)
- Perdutamente tua (Now, Voyager), regia di Irving Rapper (1942)
- Gianni e Pinotto detectives (Who Done It?), regia di Erle C. Kenton (1942)
- Il denaro non è tutto (Higher and Higher), regia di Tim Whelan (1943)
- Vorrei sposare (June Bride), regia di Bretaigne Windust (1948)
- Anna Lucasta, regia di Irving Rapper (1949)
- Ogni anno una ragazza (The Petty Girl), regia di Henry Levin (1950)
- Vecchia America (On Moonlight Bay), regia di Roy Del Ruth (1951)
- I'll See You in My Dreams, regia di Michael Curtiz (1951)
- The Story of Will Rogers, regia di Michael Curtiz (1952)
- Avvocato di me stesso (Young Man with Ideas), regia di Mitchell Leisen (1952)
- Paradiso notturno (Bloodhounds of Broadway), regia di Harmon Jones (1952)
- Eroe a metà (Half a Hero), regia di Don Weis (1953)
- L'attrice (The Actress), regia di George Cukor (1953)
- Bianco Natale (White Christmas), regia di Michael Curtiz (1954)
- La storia di Tom Destry (Destry), regia di George Marshall (1954)
- Buongiorno miss Dove! (Good Morning, Miss Dove), regia di Henry Koster (1955)
- Gianni e Pinotto banditi col botto (Dance with Me, Henry), regia di Charles Barton (1956)
- Alla larga dal mare (Don't Go Near the Water), regia di Charles Walters (1957)
- L'orgoglioso ribelle (The Proud Rebel), regia di Michael Curtiz (1958)
- Attenti alle vedove (It Happened to Jane), regia di Richard Quine (1959)
- Cimarron, regia di Anthony Mann (1960)
- La carica dei cento e uno (One Hundred and One Dalmatians), regia di Clyde Geronimi (1961) - voce
- Desiderio nel sole (The Sins of Rachel Cade), regia di Gordon Douglas (1961)
- Capobanda (The Music Man), regia di Morton DaCosta (1962)
- Destino in agguato (Fate Is the Hunter), regia di Ralph Nelson (1964)
- Tre donne per uno scapolo (Dear Heart), regia di Delbert Mann (1964)
- Come uccidere vostra moglie (How to Murder Your Wife), regia di Richard Quine (1965)
- Guai con gli angeli (The Trouble with Angels), regia di Ida Lupino (1966)
- Il fantasma ci sta (The Spirit Is Willing), regia di William Castle (1967)
- Where Angels Go Trouble Follows!, regia di James Neilson (1968)
- Due ragazzi e un leone (Napoleon and Samantha), regia di Bernard McEveety (1972)
- Pistaaa... arriva il gatto delle nevi (Snowball Express), regia di Norman Tokar (1972)
- Cartoline dall'inferno (Postcards from the Edge), regia di Mike Nichols (1990)
- Sister Act - Una svitata in abito da suora (Sister Act), regia di Emile Ardolino (1992)
- Sister Act 2 - Più svitata che mai (Sister Act 2: Back in the Habit), regia di Bill Duke (1993)
- Piccole donne (Little Women), regia di Gillian Armstrong (1994)
- Il gobbo di Notre Dame (The Hunchback of Notre Dame) (1996) - voce

### Televisione
- The Alcoa Hour – serie TV, episodio 1x02 (1955)
- Alfred Hitchcock presenta (Alfred Hitchcock Presents) – serie TV, episodio 1x32 (1956)
- L'uomo ombra (The Thin Man) – serie TV, episodio 2x33 (1959)
- Dennis the Menace – serie TV, 10 episodi (1959-1962)
- Bonanza – serie TV, episodi 4x15-8x15 (1963-1966)
- Io e i miei tre figli (My Three Sons) – serie TV, episodio 5x01 (1964)
- Ben Casey – serie TV, episodio 4x28 (1965)
- I Pruitts (The Pruitts of Southampton) – serie TV, episodio 1x10 (1966)
- Colombo – serie TV, episodio 1x04 (1971)
- M*A*S*H – serie TV, 1 episodio (1975)
- Una famiglia americana (The Waltons) – serie TV, 1 episodio (1981)
- La signora in giallo (Murder, She Wrote) – serie TV, episodio 2x01 (1985)
- Autostop per il cielo (Highway to Heaven) – serie TV, 1 episodio (1988)
- Le inchieste di Padre Dowling (Father Dowling Mysteries) – serie TV, 42 episodi (1987-1991)

## Doppiatrici italiane
Nelle versioni in italiano delle opere in cui ha recitato, Mary Wickes è stata doppiata da:
- Wanda Tettoni in Guai con gli angeli, Attenti alle vedove, Desiderio nel sole, Cartoline dall'inferno, Sister Act - Una svitata in abito da suora, Le inchieste di padre Dowling, La signora in giallo, Tre donne per uno scapolo, Avvocato di me stesso, Gianni e Pinotto detectives
- Clelia Bernacchi in Piccole donne, Due ragazzi e un leone, Zorro
- Marcella Rovena in Vecchia America
- Tina Lattanzi in Bianco Natale
- Maria Saccenti ne La storia di Tom Destry
- Lydia Simoneschi ne Il fantasma ci sta
- Franca Dominici in Pistaaa... arriva il gatto delle nevi
- Gianna Piaz in Sister Act 2 - Più svitata che mai
- Stefanella Marrama in Zorro (ridoppiaggio)
- Liù Bosisio in Pistaaa... arriva il gatto delle nevi (ridoppiaggio)

Da doppiatrice è sostituita da:
- Liù Bosisio ne Il gobbo di Notre Dame